# Perkebunan Tanah Gambus
Perkebunan Tanah Gambus is een bestuurslaag in het regentschap Batu Bara van de provincie Noord-Sumatra, Indonesië. Perkebunan Tanah Gambus telt 3822 inwoners (volkstelling 2010).